# غشوة يمنية
غشوة يمنية (الاسم العلمي:Ceropegia yemenensis) هو نوع من النباتات يتبع جنس الغشوة من الفصيلة الدفلية.